# Rubaï
Un rubaï est un poème à forme fixe : il est composé de quatre vers et seuls les deux premiers et le dernier riment entre eux. Ses règles de composition de cette forme poétique arabo-persane sont complexes et rarement maîtrisées. Ceux d'Omar Khayyam sont réputés. 

## Différentes graphies
En français, le mot rubaï est parfois rédigé différemment : rubai, rübai, rubaî ou rubāʿī.
Le pluriel de rubaï est rubaïs, rubaïyat ou rubaiyat.